# Carlos Magno (futebolista)
Carlos Jovania Celesti de Araújo Magno (29 de Maio de 1997), mais conhecido como Carlos Magno, é um futebolista timorense que atua como médio. Atualmente joga pela S.E. Gleno, equipa local.

## Carreira internacional
Carlos teve sua primeira oportunidade pela seleção principal a 11 de novembro de 2014, na partida amigável contra Indonésia, que terminou em derrota por 4 golos a zero.